# Pratapgarh (Distrikt, Rajasthan)
Der Distrikt Pratapgarh (Hindi प्रतापगढ़ जिला) ist ein Distrikt im westindischen Bundesstaat Rajasthan.
Die Fläche beträgt 4.117,36 km². Verwaltungssitz ist die gleichnamige Stadt Pratapgarh.

## Bevölkerung
Die Einwohnerzahl liegt bei 868.231 (2011), mit 437.950 Männern und 430.281 Frauen.